# (100900) 1998 KU6
(100900) 1998 KU6 es un asteroide perteneciente al cinturón de asteroides, región del sistema solar que se encuentra entre las órbitas de Marte y Júpiter, descubierto el 22 de mayo de 1998 por el equipo del Lowell Observatory Near-Earth-Object Search desde la Estación Anderson Mesa (condado de Coconino, cerca de Flagstaff, Arizona, Estados Unidos).

## Designación y nombre
Designado provisionalmente como 1998 KU6. 

## Características orbitales
1998 KU6 está situado a una distancia media del Sol de 2,152 ua, pudiendo alejarse hasta 2,544 ua y acercarse hasta 1,759 ua. Su excentricidad es 0,182 y la inclinación orbital 5,449 grados. Emplea 1153,35 días en completar una órbita alrededor del Sol.

## Características físicas
La magnitud absoluta de 1998 KU6 es 16. 